# Schererville
Schererville ist eine Town im Lake County im US-Bundesstaat Indiana und Teil der Metropolregion Chicago.
Der Ort unweit der Südspitze des Michigansees wurde vom 1846 aus Deutschland ausgewanderten Siedler Nikolaus Scherer im Jahr 1866 gegründet. Nikolaus Scherer stammt aus Scheuern, einem Ortsteil von Tholey, im heutigen Saarland. Er wurde am 29. Juni 1830 als eines von 7 Kindern von Johann und Maria Scherer in Scheuern geboren. Die Familie wanderte in drei Etappen in den Jahren 1843, 1845 und 1847 nach Amerika aus, wo sie in New York landete und nach La Porte im Staat Indiana weiterreiste. Von dort gingen sie nach St. John, wo die Familie von Johann Hack aus Niederlosheim lebte. Nikolaus arbeitete zunächst als Farmer, um das Geld für die Überfahrt zurückzuzahlen. Zuletzt wanderte sein Bruder Mathias aus, nachdem er in Scheuern das Land der Familie verkauft hatte. 1849 eröffneten sie in St. John eine Gastwirtschaft (Saloon). Sie brannten auch Korn-Whisky. 1862 heiratete Nikolaus Scherer in St. John Franziska (Francis) Uhlenbrock, eine gebürtige Deutsche. Sie hatten 7 Kinder. Sie zogen 1867 von Dryer nach Schererville. Dort lebten auch seine Eltern bei der Familie, sie wurden 101 und 103 Jahre alt.
Bei der letzten Volkszählung im Jahr 2010 lebten 29.243 Menschen in Schererville.
Die Stadt wurde im Jahr 2007 vom Money Magazine als einer der 100 Best Places to Live in the USA ausgezeichnet.